# 永祚 (日本)
永祚（989年9月10日~990年11月26日）是日本的年號之一，指的是永延之後、正曆之前，989年到990年這段期間。這個時代的天皇是一條天皇。

## 改元
- 永延三年八月初八（989年9月10日）哈雷彗星出現而改元。
- 永祚二年十一月初七（990年11月26日） 改元正曆。

## 出處
- 《晉書卷二十二·志第十二·樂上·正旦大會行禮歌》：「穆穆天子，光臨萬國。多士盈朝，莫匪俊德。……保茲永祚，與天比崇。」

## 大事記
- 永祚二年正月初五：十一歲的幼帝一條天皇元服，迎娶藤原定子為皇后。

## 紀年、干支、西曆對照表
| 永祚 | 元年  | 二年  |
| 公元 | 989年 | 990年 |
| 干支 | 己丑  | 庚寅  |